# Tlogosari (Tirto Yudo)
Tlogosari is een bestuurslaag in het regentschap Malang van de provincie Oost-Java, Indonesië. Tlogosari telt 3378 inwoners (volkstelling 2010).